# Када (Абхазия)
Када (абх. Ҟада, груз. ყადა) — село в Абхазии, в Гулрыпшском районе частично признанной Республики Абхазия, согласно административному делению Грузии — в Гульрипшском муниципалитете Абхазской Автономной Республики.

## Население
В 1959 году в селе Када проживало 249 человек, в основном грузины (в Амткельском сельсовете в целом — 2245 человек, в основном армяне, а также грузины). В 1989 году в селе жило 4 человека, в основном грузины, а также абхазы.
В 1867 году из села Када в Турцию было выселено коренное абхазское население.